# Великий кущівник
Великий кущівни́к (Mackenziaena) — рід горобцеподібних птахів родини сорокушових (Thamnophilidae). Представники цього роду мешкають в Південній Америці.

## Види
Виділяють два види:
- Кущівник довгохвостий (Mackenziaena leachii)
- Кущівник червоноокий (Mackenziaena severa)

## Етимологія
Рід був названий на честь Гелен Маккензі Макконнел, дружини британського колекціонера Фредеріка Макконела.